# 708
| 708                |
| ------------------ |
| Dødsfald - Fødsler |
|                    |

| Gregoriansk kalender | 708 DCCVIII             |
| Ab urbe condita      | 1461                    |
| Armensk kalender     | 157 ԹՎ ՃԾԷ              |
| Kinesiske kalender   | 3404 – 3405 丁未 – 戊申 |
| Etiopisk kalender    | 700 – 701               |
| Jødisk kalender      | 4468 – 4469             |
| Hindukalendere       |                         |
| - Vikram Samvat      | 763 – 764               |
| - Shaka Samvat       | 630 – 631               |
| - Kali Yuga          | 3809 – 3810             |
| Iransk kalender      | 86 – 87                 |
| Islamisk kalender    | 89 – 90                 |

Se også 708 (tal)